# Ole-Johan Dahl
Ole-Johan Dahl (ur. 12 października 1931, zm. 29 czerwca 2002) – norweski informatyk ceniony za współtworzenie koncepcji obiektowych języków programowania i opracowania języka Simula, za co wraz z Kristen Nygaardem został uhonorowany nagrodą Turinga w 2001 roku.